# Vecoux
Vecoux ist eine französische Gemeinde mit 863 Einwohnern (Stand 1. Januar 2022) im Département Vosges in der Region Grand Est. Sie gehört zum Arrondissement Épinal und zum Gemeindeverband Porte des Vosges Méridionales.

## Geografie
Die Gemeinde Vecoux an der oberen Mosel liegt fünf Kilometer südöstlich der Stadt Remiremont in den Vogesen, im Südosten Lothringens.
Zum Gemeindegebiet von Vecoux gehören ein Abschnitt des Moseltales und ein kleines Areal westlich der Mosel. Der größte Teil der Gemeinde umfasst aber das gesamte Einzugsgebiet des Ruisseau de Reherrey, ein fünf Kilometer langer rechter Moselzufluss. Die Grenzen des Reherrey-Einzugsgebietes sind die Kammlagen und Sättel zu den Abflussgebieten von Moselotte im Osten und Ruisseau de Moinrupt im Süden. Mit 871 Metern über dem Meer wird im äußersten Südosten des Gemeindegebietes der höchstgelegene Punkt erreicht. Der 786 Meter hohe Sattel des Col du Xiard im Osten führt in das Moselottetal und ist Fußgängern und Radfahrern vorbehalten.
Das in Vecoux etwa 400 Meter hoch gelegene Moseltal ist von Wohn- und Gewerbegebieten geprägt, für landwirtschaftliche Nutzung bleibt wenig Raum. Das dicht bewaldete Gebiet um das Reherreytal gehört zum 20 km² großen Forêt de Longegoutte. Der Talboden und die angrenzenden Hanglagen sind von Bergbauernhöfen und Weideland durchsetzt.
Die Siedlung Vecoux selbst liegt im Bereich der Reherrey-Mündung in die Mosel, deren Tal hier auf fast 1000 Meter aufgeweitet ist. Eine zu Vecoux gehörende Häusergruppe liegt am rechten Moselufer, durch eine Brücke mit dem heutigen Ortskern verbunden. In Richtung Osten, dem Reherrey flussaufwärts folgend, lockert die Bebauung auf.
Nachbargemeinden von Vecoux sind Dommartin-lès-Remiremont im Westen und Norden, Vagney und Thiéfosse im Osten sowie Rupt-sur-Moselle im Süden.

## Geschichte
Der Ort Vecoux tauchte erstmals 1296 in einer Urkunde als Vescouz auf. Er gehörte zum Ban de Longchamp und damit zum Einflussgebiet des Kapitels Remiremont. Zusammen mit der kleinen Siedlung Reherrey war die Pfarrei in Dommartin für Vecoux zuständig.
1858 wurde die Gemeinde Vecoux gegründet, worauf mit Saint-Louis eine eigene Kirche errichtet wurde. Vecoux ist damit eine der jüngsten Gemeinden in Lothringen.

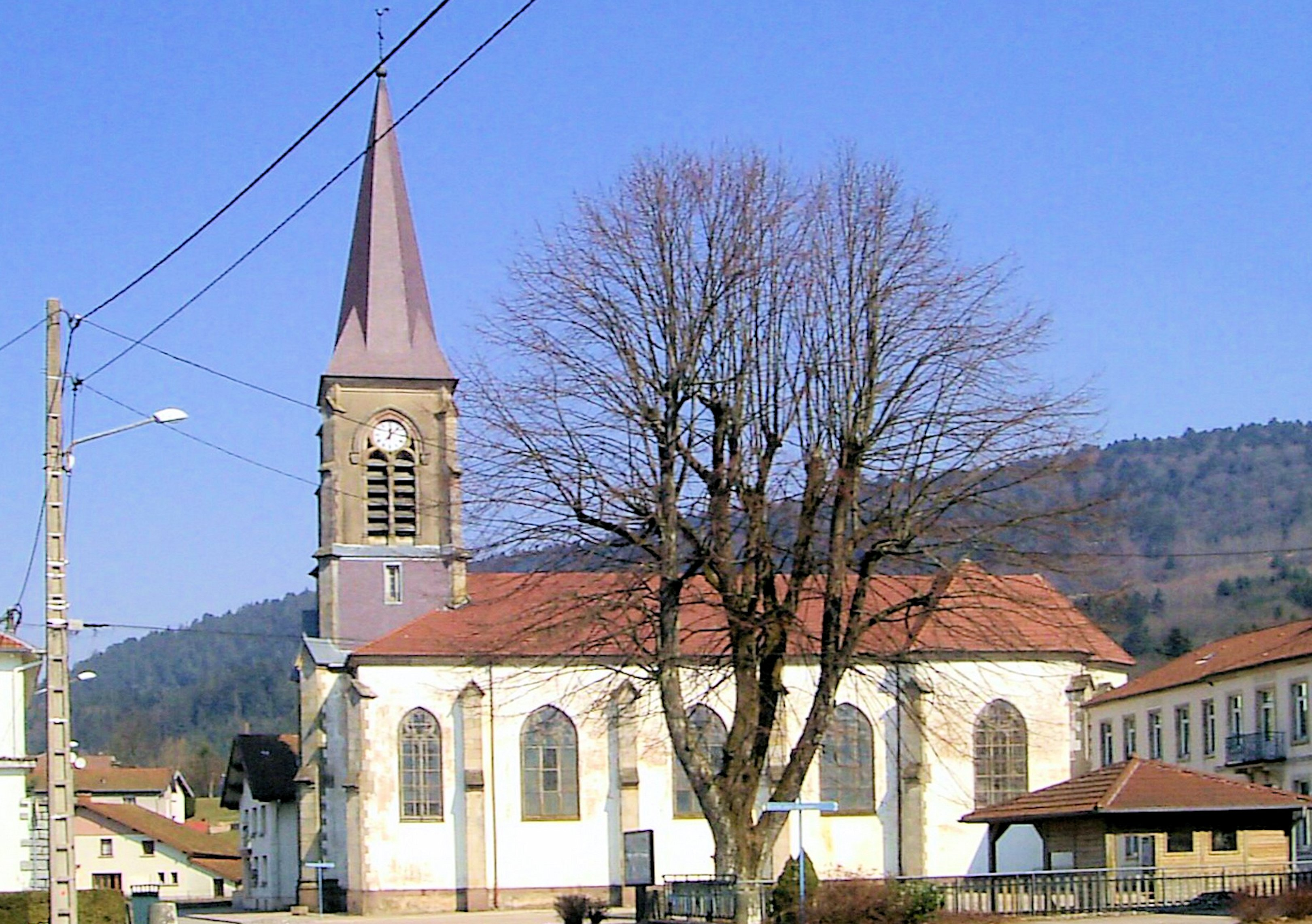
Kirche Saint-Louis in Vecoux

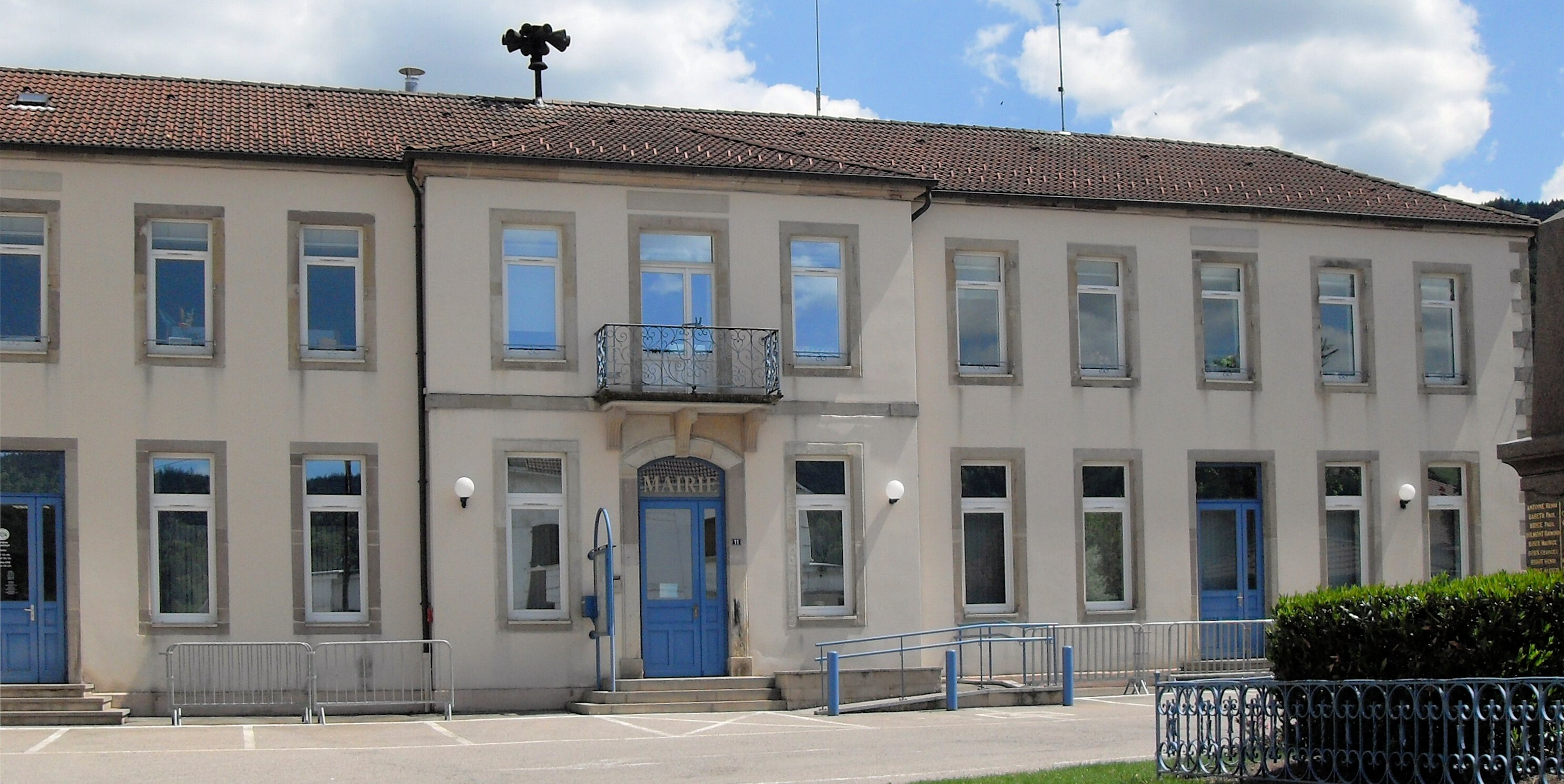
Rathaus

### Bevölkerungsentwicklung
| Jahr      | 1962 | 1968 | 1975 | 1982 | 1990 | 1999 | 2006 | 2012 | 2022 |
| Einwohner | 615  | 679  | 679  | 879  | 1030 | 1097 | 1013 | 914  | 863  |

Im Jahr 1906 wurde mit 1267 Bewohnern die bisher höchste Einwohnerzahl ermittelt. Die Zahlen basieren auf den Daten von cassini.ehess und INSEE.

## Wirtschaft und Infrastruktur
Die Landwirtschaft spielt wie in den anderen Gemeinden im oberen Moseltal heute nur noch eine untergeordnete Rolle. 2007 waren in der Gemeinde noch zwei Landwirte im Bereich Milchviehhaltung sowie Käseherstellung tätig. Das Reherreytal ist inzwischen durch Pensionen und Ferienhäuser touristisch erschlossen. In der Gemeinde sind fünf Forstbetriebe absässig.
Die beiden größten Arbeitgeber in Vecoux sind SEMO (Société des Eaux Minerale d’Ogeu) und BME (Brosserie Mécanique de l’Est). SEMO (vor 1996 unter dem Namen PLASTIJO bekannt) produziert hauptsächlich Polyäthylenfolien für die automatisierte Verpackung, Kordelzugbeutel und Folien für Tiefkühl- und Frischkost. BME ist ein Betrieb, der Bürsten aller Art, insbesondere für den Einsatz in der Industrie, herstellt.

### Verkehrsanbindung
Die stark frequentierte RN 66 (Europastraße 512) von Épinal über den Col de Bussang nach Mülhausen führt vom Kernort getrennt am linken Moselufer entlang. Vecoux am rechten Moselufer ist durch Straßen mit den Nachbargemeinden Dommartin-lès-Remiremont und Rupt-sur-Moselle verbunden. An die stillgelegte Bahnlinie von Remiremont nach Bussang erinnert heute noch der Straßenname Rue de la Gare (Bahnhofstraße).

## Belege
1. ↑  Vecoux auf cassini.ehess.fr
2. ↑  Vecoux auf insee.fr
3. ↑  Forstbetriebe auf annuaire-mairie.fr (französisch)
4. ↑  www.plastijo.com (Memento vom 20. August 2005 im Internet Archive)
5. ↑  www.brosse.com